# Szurgut
Szurgut (oroszul: Сургут) város az Oroszországi Föderációban, Nyugat-Szibériában. Szibéria egyik legrégibb városa, Hanti- és Manysiföld legnagyobb, a Tyumenyi terület második legnagyobb városa. A Szurguti járás székhelye, Oroszország olajfővárosaként is emlegetik.
Lakossága: 285 027 fő (a 2002. évi népszámláláskor); 306 675 fő (a 2010. évi népszámláláskor).
Zalaegerszeg testvérvárosa.

## Neve
Neve a hagyomány szerint a „hal” jelentésű szur' és a „lyuk, gödör” jelentésű gut hanti szavakból származik.

## Története
A várost 1594-ben alapította I. Fjodor cár.
A település az 1960-as években urbanizálódott, amikor olaj- és gázkitermelési központtá vált. 1965. június 25-én lett város (de születésnapját június 12-én ünnepli).
Polgármestere 1990—2010 között Alekszandr Leonyidovics Szidorov volt. Az ő polgármestersége idején épült meg a város mellett az Obon átívelő Jugrai híd, a világ egyik legnagyobb egypilonú kábelfelfüggesztésű hídja.

## Gazdaság

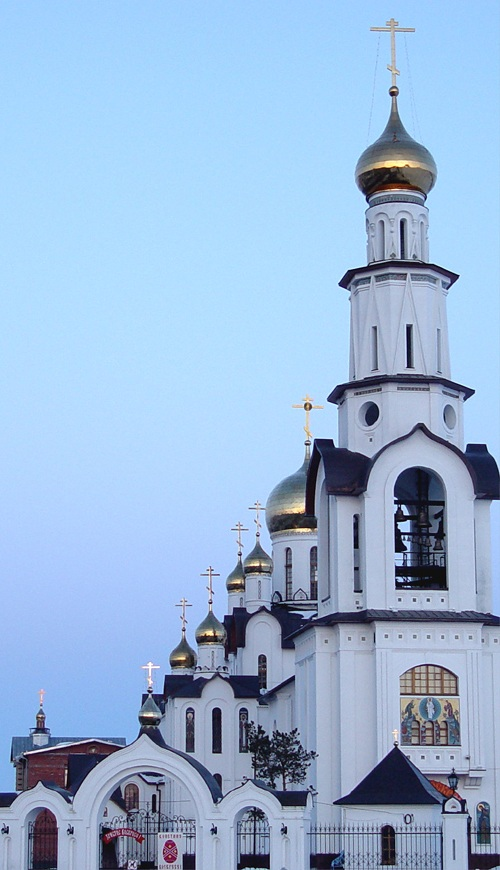
A szurguti katedrális

Szurgut gazdasági életét alapvetően meghatározza a szénhidrogén-termelés, ezért az ipar szerkezete kevéssé változatos. Az ipar itt lényegében a kőolaj- és földgázkitermelő ipart jelenti, ami az ország számára alapvető jelentőségű.
A város legjelentősebb vállalata a Szurgutnyeftyegaz, Oroszország egyik legnagyobb olajipari vállalata, és a Gazprom állami olajvállalat egyik legjelentősebb leányvállalata, a Szurggazprom.
A szénhidrogén kitermeléséhez kapcsolódik a feldolgozóipar, például autóbenzin, dízelolaj és kerozin előállítása, a kőolajjal együtt feltörő kísérőgáz feldolgozása.
Az energetikai ipar fontos része a földgázzal, elsősorban kísérőgázzal működő két szurguti hőerőmű. A régebbi, 1. számú hőerőmű 3280 megawatt, a 2. számú 4800 megawatt teljesítményű; utóbbi Oroszország egyik legnagyobb hőerőműve.

## Híres emberek
- Itt született Zaurbek Kazbekovics Szidakov (1996–) orosz szabadfogású birkózó.

## Testvérvárosai
- Magyarország, Zalaegerszeg

## Fordítás
- Ez a szócikk részben vagy egészben  a   Surgut című angol Wikipédia-szócikk ezen változatának fordításán alapul.  Az eredeti cikk szerkesztőit annak laptörténete sorolja fel. Ez a jelzés csupán a megfogalmazás eredetét és a szerzői jogokat jelzi, nem szolgál a cikkben szereplő információk forrásmegjelöléseként.

## Külső hivatkozások
- A városi adminisztráció honlapja (oroszul)
- Szurguti információs portál (oroszul)
- Surgut without its gilding of  black  gold. Some anti-myths about the oil Eldorado  Archiválva 2009. március 4-i dátummal a Wayback Machine-ben